# 東京医科歯科大学附属歯科技工士学校
東京医科歯科大学歯学部附属歯科技工士学校（とうきょういかしかだいがくしがくぶふぞくぎこうしがっこう）は、かつて東京都文京区にあった国立専修学校。歯科技工士の養成を目的としていた。

## 沿革
東京高等歯科医学校技工手養成科を前身とし、1952年に新制中学卒3年制の専門学校として設立される。2011年に東京医科歯科大学歯学部に口腔保健学科口腔保健工学専攻が設置された事により新規募集を停止、2014年3月に閉校した。。